# Pesitta
A Pesitta a Biblia, az Ószövetség és az Újszövetség egyik legrégebbi szír fordítása.
A bibliai tudományokon belül az a konszenzus, bár nem nem teljesen elfogadott, hogy a Pesitta Ószövetségét a bibliai (klasszikus) héberből és arámiból fordították Edesszában a szír keresztények, szír nyelvre, valószínűleg a 2. században, míg az Újszövetségét koiné görögből fordították, valószínűleg az 5. század elején.
Az Újszövetsége eredetileg 22 könyvet tartalmazott, bizonyos vitatott könyveket kizárt (2Péter, 2János, 3János, Júdás, Jelenések könyve). Ezek nem voltak kanonikusak a szír kereszténységben.
A korábban kizárt öt könyvet a 7. század elején (616), a Harklean-változatában adták hozzá.
Az Újszövetsége leginkább a bizánci szövegtípust  tükrözi, bár némi eltéréssel.
Az Asszír Keleti Egyház a Pesitta eredeti változatát tekinti a tiszta Újszövetségnek, így az említett öt könyvet továbbra sem használják.
A szír ortodox egyház és a maronita egyház hivatalosan használt szentírása szintén a Pesitta-fordítás, annak 22 újszövetségi könyvével.